# Кури (Мазовецьке воєводство)
Кури (пол. Kury) — село в Польщі, у гміні Тлущ Воломінського повіту Мазовецького воєводства.
Населення — 257 осіб (2011).
У 1975-1998 роках село належало до Остроленцького воєводства.

## Демографія
Демографічна структура станом на 31 березня 2011 року:
|          | Загалом | Допрацездатний вік | Працездатний вік | Постпрацездатний вік |
| -------- | ------- | ------------------ | ---------------- | -------------------- |
| Чоловіки | 125     | 27                 | 85               | 13                   |
| Жінки    | 132     | 27                 | 68               | 37                   |
| Разом    | 257     | 54                 | 153              | 50                   |